# Amrish Puri
Amrish lal Puri (22 de junio de 1932 - 12 de enero de 2005) fue un actor indio, una figura importante en el teatro y el cine de la India. Trabajó con destacados dramaturgos de la época, como Satyadev Dubey y Girish Karnad. Se le recuerda por desempeñar papeles antagónicos e icónicos en el cine hindi, así como en otras industrias cinematográficas indias e internacionales. Para el público indio es el más recordado por su papel como Mogambo en la película india de Shekhar Kapur, Mr. India (1987), y para el público occidental es principalmente conocido como Mola Ram en la película de Hollywood de Steven Spielberg Indiana Jones and the Temple of Doom. Puri ha ganado tres premios Filmfare al Mejor Actor de Reparto.

## Biografía
Amrish Lal Puri nació en una familia hindú punjabi en Nawanshahr, Punjab, hijo de Lala Nihal Chand y Ved Kaur.  Tenía cuatro hermanos, los hermanos mayores Chaman Puri y Madan Puri (ambos también actores), la hermana mayor Chandrakanta y un hermano menor, Harish Puri. Era primo hermano del actor y cantante Kundan Lal Saigal.

## Trayectoria
Puri actuó en más de 450 películas entre 1967 y 2005, la mayoría de las cuales tuvieron éxito comercial, y fue uno de los villanos más exitosos de Bollywood. Sin embargo, sus primeros años estuvieron marcados por una lucha incansable y tenía casi cincuenta años cuando interpretó por primera vez un personaje principal (como villano principal) en una película.
La familia de Puri tenía algunas conexiones cinematográficas. El cantante y actor KL Saigal , uno de los pioneros del cine indio, era primo hermano de Puri. Enamorados por la fama de su primo, los hermanos mayores de Puri, Chaman Puri y Madan Puri, se habían mudado a Mumbai en la década de 1950 para probar suerte en películas y habían encontrado trabajo como actores de personajes.  Puri también llegó a Mumbai a mediados de la década de 1950 para probar suerte, pero no pasó su primera prueba de pantalla. Sin embargo, logró conseguir un trabajo estable con la Employees State Insurance Corporation (ESIC), una organización gubernamental, y se entregó a su pasatiempo de actuar al convertirse en parte de un natak mandali o grupo de teatro amateur. Su grupo a menudo actuaba en el Teatro Prithvi en obras escritas por Satyadev Dubey. Con el tiempo se hizo muy conocido como actor de teatro e incluso ganó el premio Sangeet Natak Akademi en 1979. Este reconocimiento teatral pronto lo llevó a trabajar en anuncios de televisión y, finalmente, en películas a la relativamente tardía edad de 40 (cuarenta).
Esto fue a principios de la década de 1970, y apenas tenía un diálogo que pronunciar en sus primeras películas, lo cual es notable, porque su voz de barítono sería su fuente de fama en años posteriores. Estas pequeñas apariciones todavía se consideraban un pasatiempo, ya que continuó con su trabajo en el gobierno para mantener a su familia. A lo largo de la década de 1970, Puri trabajó en papeles secundarios, generalmente como el secuaz del villano principal. La película de gran éxito Hum Paanch (1980) fue la primera película en la que interpretó al villano principal. Su actuación, personalidad y voz fueron notadas y debidamente apreciadas en esta película. Después de eso, comenzó a ser elegido para interpretar al villano principal en otras películas. Puri pasó a trabajar en películas en hindi, kannada, marathi, punjabi, malayalam, telugu, tamil e incluso de Hollywood. Su campo principal fue, por supuesto, el cine hindi.
En 1982, Puri interpretó al villano principal, Jagavar Choudhary, en la película de gran éxito de Subhash Ghai, Vidhaata. Ese año, volvió a interpretar al villano principal, JK, en la película Shakti, coprotagonizada por Dilip Kumar y Amitabh Bachchan. A continuación, en 1983, Ghai volvió a elegirlo para el papel del villano principal, Pasha, en la exitosa película Hero. Puri apareció regularmente en las películas posteriores de Ghai.
Es conocido por el público internacional por sus papeles como el antagonista principal Mola Ram en Indiana Jones y el templo maldito (1984) de Steven Spielberg y George Lucas y como el patrón y empleador musulmán de Gandhi en Sudáfrica en Gandhi (1982) de Richard Attenborough. Para Indiana Jones, se afeitó la cabeza y causó tal impresión que mantuvo la cabeza rapada a partir de entonces. Su calvicie le dio la flexibilidad de experimentar con diferentes apariencias como villano en películas posteriores, y pocos saben que en todas las películas posteriores, Puri usó una peluca. Puri y Spielberg compartían una gran relación y Spielberg solía decir en entrevistas: "Amrish es mi villano favorito. ¡El mejor que el mundo ha producido y producirá jamás!".
Puri reinó supremo en papeles de villano en la década de 1980 y 1990. Su presencia dominante en la pantalla y su voz de barítono lo hicieron destacar entre los otros villanos de la época. En papeles de villano, Puri es mejor recordado como "Mogambo" en Mr. India, "Jagavar" en Vidhaata, "Thakral" en Meri Jung, "Bhujang" en Tridev, "Balwant Rai" en Ghayal, Barrister Chadda en Damini y "Thakur Durjan Singh" en Karan Arjun. Su papel cómico en Chachi 420, que actuó junto a Kamal Haasan, fue muy apreciado.
Desde la década de 1990 hasta su muerte en 2005, Puri también apareció en papeles secundarios positivos en muchas películas. Algunos de sus papeles positivos notables son Dilwale Dulhaniya Le Jayenge, Phool Aur Kaante, Gardish, Pardes, Virasat, Ghatak, Mujhe Kuchch Kehna Hai, China Gate. Recibió el premio Filmfare al Mejor Actor de Reparto por Meri Jung y Virasat.

## Enfermedad y muerte
Puri sufría síndrome mielodisplásico, un tipo raro de cáncer de sangre, y se había sometido a una cirugía cerebral para su condición después de ser admitido en el Hospital Hinduja el 27 de diciembre de 2004. Su condición requería la extracción frecuente de la sangre acumulada en la región cerebral y después de un tiempo entró en coma. Puri murió alrededor de las 7:30 am del 12 de enero de 2005.
Su cuerpo fue llevado a su residencia para que la gente le presentara sus últimos respetos, y su funeral tuvo lugar el 13 de enero de 2005 en el crematorio del Parque Shivaji.